# Międzynarodowy Dzień Języka Romskiego
Międzynarodowy Dzień Języka Romskiego – święto romskie obchodzone 5 listopada ustanowione z inicjatywy Międzynarodowego Związku Romów i organizacji "Kali Sara" (Association "Kali Sara") w dniu 5 listopada 2009 na posiedzeniu Komisji do Spraw Języka w Zagrzebiu.
Z tej okazji w 2011 roku w Polsce Centralna Rada Romów zorganizowała spotkanie poświęcone problematyce języka romskiego (romani).
Obchody są okazją do rozmowy o wyjątkowym języku, który jako jeden z niewielu na świecie nie ma swojej pisanej formy, a historia i tradycja przekazywane są ustnie.